# 埃斯孔迪多 (加利福尼亞州)
埃斯孔迪多（Escondido, California）是美國加利福尼亞州聖迭戈縣中西部的一個城市。面積94.5平方公里，根據2010年人口普查的數據，該地人口為143,911人。
1888年設市。